# Adliswil
Adliswil é uma comuna da Suíça, no Cantão Zurique, com cerca de 15.716 habitantes. Estende-se por uma área de 7,79 km², de densidade populacional de 2.017 hab/km². Confina com as seguintes comunas: Kilchberg, Langnau am Albis, Rüschlikon, Stallikon, Zurique (Zürich).
A língua oficial nesta comuna é o Alemão.